# Yankee (jeu vidéo)
Pour les articles homonymes, voir Yankee (homonymie).
Yankee est un jeu vidéo de type wargame créé par Ken Wright et publié par Cases Computer Simulations en 1987 sur ZX Spectrum. Le jeu se déroule pendant la guerre de Sécession. Il propose deux scénarios qui simulent respectivement la bataille de Gettysburg, lors de laquelle l’Union obtient une victoire décisive contre les Confédérés, et la bataille de Chickamauga, où les Confédérés réussissent à remporter la victoire après de longs et sanglants combats. Il est le quatrième jeu de Ken Wright basé sur le même moteur de jeu, après  Austerlitz (1985),  Waterloo (1985) et Napoleon at War (1986). Le jeu se déroule au tour par tour, chaque tour étant divisé en plusieurs séquences. La première permet au joueur de donner des ordres directement à ses troupes, ou indirectement, par l’intermédiaire de commandants de corps d’armée qui transfère ensuite ses ordres ou agissent à leur propre initiative.

## Accueil
| Yankee        |      |        |
| Média         | Pays | Notes  |
| ACE           | GB   | 89.5 % |
| Crash         | GB   | 87 %   |
| Sinclair User | GB   | 4/5    |
| Your Sinclair | GB   | 6/10   |